# Capromeryx minor
Capromeryx minor es una pequeña especie extinta de antilocáprido descubierto en los pozos de brea del Rancho La Brea, en California, donde vivió durante el Pleistoceno.
Medía unos 60 cm de altura y pesaba una decena de kilogramos. No está claro si sólo los machos tenían cuernos o si ambos sexos los poseían. Los cuernos se componían de dos astas con un origen común y divergían en aproximadamente 45°, con una parte dirigida hacia el exterior y la otra hacia el interior.